# السلم الأوروبي

التوسع التاريخي للاتحاد الأوروبي وسابقاته.

السلم الأوروبي حرفياً «باكس يوروبا» (Pax Europaea) مصطلح يشير إلى («فترة السلام الأوربية») (the European peace) والتي أتت بعد السلام التاريخي لفترة السلام الروماني)، كانت فترة السلام النسبي التي مرت بها أوروبا بعد الحرب العالمية الثانية، حيث كان هناك القليل من النزاعات أو الحروب الدولية بين الدول الأوروبية. غالبًا ما ارتبط هذا السلام بإنشاء حلف الناتو والاتحاد الأوروبي والمؤسسات السابقة للاتحاد الأوروبي بما في ذلك المجموعة الاقتصادية الأوروبية. تم الحفاظ على حقبة السلام النسبي هذه على نطاق واسع في أعقاب نهاية الحرب الباردة وسقوط الاتحاد السوفيتي، مع الاستثناءات الرئيسية للحروب اليوغوسلافية، والاضطرابات في أيرلندا الشمالية، والتوترات والحروب المختلفة داخل روسيا أو داخلها. بعد الغزو الروسي لأوكرانيا عام 2022، كان يُنظر إلى هذه الفترة على أنها انتهت، حيث تسبب الصراع في أكبر حرب على الأراضي الأوروبية منذ الحرب العالمية الثانية، وأكبر أزمة لاجئين أوروبية منذ الحرب العالمية الثانية.

## تاريخ
تم تصميم التعاون عبر الأطلسي والتكامل الأوروبي للحفاظ على السلام الهش الذي نشأ في أوروبا بعد الحرب العالمية الثانية. مع سقوط القارة في الحرب مرارًا وتكرارًا على مدى القرون الماضية، كان إنشاء الجماعات الأوروبية في الخمسينيات من القرن الماضي يهدف إلى دمج أعضائها إلى الحد الذي يجعل الحرب بينهم أمرًا مستحيلًا. في غضون ذلك، شكلت منظمة حلف شمال الأطلسي تحالفًا عسكريًا دفاعيًا بين دول أوروبا الغربية مع الولايات المتحدة وكندا، لردع العدوان من الداخل والخارج. تطورت المجتمعات الأوروبية إلى الاتحاد الأوروبي، وتوسع هو وحلف شمال الأطلسي ليشمل معظم أوروبا الغربية وشمال أوروبا وجنوب أوروبا. على الرغم من أن أوروبا الوسطى والشرقية ظلت تحت النفوذ السوفيتي كأعضاء في حلف وارسو، إلا أنهم لم يشهدوا صراعًا كبيرًا، باستثناء القمع الداخلي، حتى التسعينيات عندما اندلعت سلسلة من الحروب في يوغوسلافيا مع تفكك البلاد. تم انتقاد الاتحاد الأوروبي بسبب عدم قدرته على منع الصراع، على الرغم من أن المنطقة الآن ضمن مجال توسعها.
بحلول عام 2020، كان الاتحاد الأوروبي يتكون من 27 دولة، وتسعى غالبية الدول الأوروبية غير الأعضاء إلى العضوية؛ انضمت اثنتا عشرة دولة إلى الاتحاد الأوروبي في العقد الأول من القرن الحادي والعشرين. بالإضافة إلى ذلك، فإن معظم الدول الأوروبية التي تظل خارج الاتحاد الأوروبي مرتبطة باتفاقيات ومعاهدات اقتصادية مثل المنطقة الاقتصادية الأوروبية. على الرغم من انضمام عدد من الجمهوريات السوفيتية السابقة إلى الاتحاد الأوروبي، أو اتخاذ خطوات للانضمام إلى منظمات أوروبية مختلفة، فقد حافظت روسيا على مستوى من الاستقلال عن المؤسسات الأوروبية. داخل المنطقة الاقتصادية الأوروبية، لم يكن هناك صراع عسكري منذ عام 1945، مما يجعلها أطول فترة سلام في البر الرئيسي لأوروبا الغربية منذ فترة السلام الروماني.
حصل الاتحاد الأوروبي على جائزة نوبل للسلام لعام 2012 تقديراً لجهوده في الحفاظ على السلام وتعزيزه بنشاط داخل حدوده وكذلك على الصعيد الدولي من خلال الوسائل الدبلوماسية.
على الرغم من وقوع عدد من النزاعات المسلحة في شبه الجزيرة الأوروبية بعد الحرب العالمية الثانية، لم يكن أي منها بين أعضاء الاتحاد الأوروبي. وقعت معظم هذه الصراعات في يوغوسلافيا السابقة والاتحاد السوفياتي.

### قائمة الحروب في أوروبا خلال فترة ما بعد الحرب العالمية الثانية
(ملاحظة: يمكن اعتبار أرمينيا وأذربيجان وجورجيا جزءًا من أوروبا أو غرب آسيا؛ وهي مدرجة هنا للتأكد من اكتمالها)
- الحرب الأهلية اليونانية (اليونان، 1946-1949)
- نزاع أيرلندا الشمالية (1960 - 1998)
- صراع الباسك (1959-2011)
- طوارئ قبرص، (القبارصة اليونانيون (المنظمة الوطنية للمقاتلين القبارصة) مقابل المملكة المتحدة، 1955-1959)
- الغزو السوفياتي للمجر (الاتحاد السوفياتي مقابل المجر، 1956)
- غزو تشيكوسلوفاكيا (الاتحاد السوفياتي مقابل تشيكوسلوفاكيا، 1968)
- الغزو التركي لقبرص (قبرص مقابل تركيا، 1974)
- نزاع ناغورنو كاراباخ (أرمينيا مقابل أذربيجان، 1988 حتى الآن)
- الحروب اليوغوسلافية، 1991-2001
  - حرب الأيام العشرة (سلوفينيا مقابل يوغوسلافيا، 1991)
  - حرب الاستقلال الكرواتية (كرواتيا مقابل يوغوسلافيا، 1991-1995)
  - حرب البوسنة (البوسنة مقابل يوغوسلافيا، 1992-1995)
  - حرب كوسوفو (كوسوفو مقابل يوغوسلافيا، 1998-1999)
  - التمرد في وادي بريشيفو (جيش تحرير بريشيفو وميدفيكا وبويانوفاك مقابل يوغوسلافيا، 1999-2001)
  - تمرد 2001 في جمهورية مقدونيا الشمالية (جيش التحرير الوطني مقابلمقدونيا الشمالية، 2001)
- الحرب الأهلية الجورجية (جورجيا، 1991-1993)
- صراع بريغورودني الشرقي (ميليشيا إنغوشيا ضد. روسيا، 1992)
- حرب ترانسنيستريا (ترانسنيستريا مقابل مولدوفا، 1992)
- الصراع الشيشاني الروسي
  - حرب الشيشان الأولى (1994-1996)
  - حرب داغستان (1999)
  - حرب الشيشان الثانية (1999-2000)
- تمرد ألبانيا عام 1997 (ألبانيا، 1997)
- الحرب الروسية الجورجية (جورجيا مقابل روسيا، 2008)
- الحرب الروسية الأوكرانية (2014 إلى الوقت الحاضر)
  - 2014 الاضطرابات الموالية لروسيا في أوكرانيا
  - ضم القرم من قبل الاتحاد الروسي (2014)
  - الحرب في دونباس (2014 إلى الوقت الحاضر)
  - 2022 الغزو الروسي لأوكرانيا
- اشتباكات كومانوفو (جيش التحرير الوطني مقابل. مقدونيا الشمالية، 2015)

### الحروب التي شاركت فيها الدول الأوروبية خلال فترة ما بعد الحرب العالمية الثانية
- حرب الاستقلال الإندونيسية (هولندا)
- أزمة السويس (المملكة المتحدة وفرنسا)
- حرب الهند الصينية الأولى (فرنسا)
- الحرب الجزائرية (فرنسا)
- حرب إفني (فرنسا وإسبانيا)
- أزمة بنزرت (فرنسا)
- حرب الاستقلال الأنغولية (البرتغال)
- تمرد ظفار (المملكة المتحدة)
- حرب استقلال غينيا بيساو (البرتغال)
- حرب الاستقلال الموزمبيقية (البرتغال)
- شابا الأول والثاني (فرنسا وبلجيكا)
- حرب الفوكلاند، 1982 (المملكة المتحدة)
- حرب أفغانستان، 2001-2014 (الناتو)
- حرب العراق 2003-2011 (المملكة المتحدة وبولندا)
- التدخل العسكري في ليبيا 2011 (الناتو)
- الصراع في شمال مالي، 2012-2015 (فرنسا)
- نزاع جمهورية إفريقيا الوسطى (فرنسا)